# Croton glabrescens
Espèce
Croton glabrescens est une espèce de plantes à fleurs du genre Croton et de la famille des Euphorbiaceae, présente à Java, aux Petites îles de la Sonde (Florès), et aux Moluques (Wetar).
Il a pour synonyme :
- Oxydectes glabrescens, (Miq.) Kuntze